# والپاسوس
والپاسوس (به پرتغالی: Valpaços) یکی از شهرهای کشور پرتغال است که ۵۴۸٫۷۴ کیلومترمربع مساحت و ۱۹٬۱۵۴ نفر جمعیت دارد.